# Leggett & Platt
Leggett & Platt (L&P) (NYSE: LEG) er en amerikansk virksomhed, der er baseret i Carthage, Missouri. De producerer senge, madrasser, lænestole og bilsæder. Virksomheden blev etableret af J.P. Leggett i 1883. Leggett & Platt har 15 forretningsenheder, 20.000 ansatte og 135 fabrikker i 18 lande.